# Esquerra Democràtica de Catalunya
Esquerra Democràtica de Catalunya (EDC), inicialment Partit Liberal Català, fou un partit polític liberal creat a Catalunya el setembre del 1975 per Ramon Trias Fargas, Jaume Casanovas i Artigas, Joan Baptista Cendrós i Carbonell i Josep Pi-Sunyer i Cuberta, Macià Alavedra i Moner i Josep C. Vergés. El seu president Ramon Trias Fargas era membre individual de la Internacional Liberal i després de crear el partit com a Llibertat i Democràcia Social. La seva ideologia era liberal que propugna el federalisme, la cogestió, la nacionalització de grans empreses i la integració en la Comunitat Econòmica Europea. Es mou entre l'autonomisme i el federalisme per a Catalunya dins Espanya i defensa els Països Catalans com a comunitat. Estava format principalment per quadres, ja que va arrelar en sectors vinculats a l'empresa mitjana. El 23 d'abril de 1976 se'n va escindir Jaume Casanovas, qui fundà el Partit Social Demòcrata de Catalunya. La notícia va sortir a la primera pàgina del primer número del Diari Avui, on figura la llista sencera de la Comissió Permanent d'Esquerra Democràtica de Catalunya.
A les eleccions generals espanyoles de 1977 es va integrar en el Pacte Democràtic per Catalunya liderat per Jordi Pujol. Va obtenir dos escons, del total d'onze que va aconseguir la coalició, per als seus principals líders Ramon Trias Fargas i Macià Alavedra i Moner. Tanmateix, s'inicià aleshores un fort debat intern que provocà que el desembre de 1977 Josep Pi-Sunyer i Cuberta i un grup de militants abandonessin el partit per a fundar Agrupació Catalana d'Esquerra Liberal. Després de legalitzada Esquerra Republicana de Catalunya, l'agost de 1978 es va incorporar a ERC. Dos mesos abans Esquerra Democràtica de Catalunya es fusionà amb Convergència Democràtica de Catalunya el juny de 1978.